# Associazione Calcio Pro Sesto 1991-1992
Questa voce raccoglie le informazioni riguardanti l'Associazione Calcio Pro Sesto nelle competizioni ufficiali della stagione 1991-1992.

## Stagione
Nella stagione 1991-92 la Pro Sesto ha disputato il girone A del campionato di Serie C1, con 29 punti si piazza in quindicesima e terz'ultima posizione di classifica a pari punti con il Casale, per salvarsi si è reso necessario uno spareggio che è stato giocato e vinto a Piacenza il 7 giugno 1992, Pro Sesto-Casale (1-0), con la retrocessione del Casale che accompagna in Serie C2 Pavia e Baracca Lugo, il torneo è stato vinto dalla Spal con 47 punti davanti al Monza con 45 punti, entrambe promosse in Serie B. A Sesto San Giovanni viene riconfermato il tecnico Gianfranco Motta, Angelo Montrone, il bomber della scorsa stagione non è stato sostituito adeguatamente, la rosa con molti giovani, la Pro non è partita con il piede giusto in campionato e soffre in attacco, poi pian piano è cresciuta, nel momento più difficile del torneo il tecnico ha messo fuori rosa tre titolari Luciano Castioni, il portiere Alessandro Cesaretti e Massimo Sala. Il finale di campionato per la Pro Sesto è stato molto positivo, nelle ultime sette partite ha ingranato la giusta marcia, ottenendo dieci punti, agguantando prima lo spareggio promozione, e poi vincendolo a Piacenza, contro il Casale (1-0), mantenendo così la categoria. In Coppa Italia la Pro Sesto disputa prima del campionato il girone C, ottenendo il secondo posto, alle spalle del Lecco che ha ottenuto il passaggio ai sedicesimi di finale.

## Rosa
| N. |                   | Ruolo | Calciatore           |
| -- | ----------------- | ----- | -------------------- |
|    | Italia (bandiera) | C     | Marcello Albino      |
|    | Italia (bandiera) | D     | Giuseppe Antonaccio  |
|    | Italia (bandiera) | P     | Fabrizio Casazza     |
|    | Italia (bandiera) | D     | Luciano Castioni     |
|    | Italia (bandiera) | P     | Alessandro Cesaretti |
|    | Italia (bandiera) | C     | Luca Corti           |
|    | Italia (bandiera) | D     | Lorenzo D'Anna       |
|    | Italia (bandiera) | D     | Donatello Gasparini  |
|    | Italia (bandiera) | D     | Cristiano Giaretta   |
|    | Italia (bandiera) | C     | Marco Lo Pinto       |
|    | Italia (bandiera) | D     | Claudio Mandotti     |

| N. |                   | Ruolo | Calciatore           |
| -- | ----------------- | ----- | -------------------- |
|    | Italia (bandiera) | C     | Giuliano Melosi      |
|    | Italia (bandiera) | D     | Davide Mezzanotti    |
|    | Italia (bandiera) | C     | Alessandro Pagano    |
|    | Italia (bandiera) | D     | Riccardo Pasqualetto |
|    | Italia (bandiera) | A     | Tommaso Porfido      |
|    | Italia (bandiera) | A     | Massimo Sala         |
|    | Italia (bandiera) | A     | Marco Savi           |
|    | Italia (bandiera) | D     | Josè Sparti          |
|    | Italia (bandiera) | D     | Andrea Tubaldo       |
|    | Italia (bandiera) | A     | Fabian Valtolina     |
|    | Italia (bandiera) | C     | Moreno Zocchi        |

## Risultati

### Serie C1

#### Girone di andata
| Arbitro: | Griffo (Palermo) |

|                     |           |            |
| Labadini 14’ (rig.) | Marcatori | 53’ D'Anna |

| Sesto San Giovanni 22 settembre 1991 2ª giornata | Pro Sesto             | 0 – 0 | Como | Stadio Breda\| Arbitro: \| Racalbuto (Gallarate) \| |
| Arbitro:                                         | Racalbuto (Gallarate) |       |      |                                                     |

| Arbitro: | Ercolino (Cassino) |

|             |           |               |
| Mandotti 2’ | Marcatori | 32’ Artistico |

| Arbitro: | Rigutto (Maniago) |

|               |           |              |
| Messina 45+2’ | Marcatori | 45+1’ Melosi |

| Arbitro: | Bortoli (Schio) |

|                       |           |             |
| Lo Pinto 45+3’ (aut.) | Marcatori | 61’ Porfido |

| Arbitro: | Di Filippo (Chieti) |

|            |           |             |
| Albino 79’ | Marcatori | 6’ Calcagno |

| Arbitro: | Gregori (Piacenza) |

|                                       |           |                    |
| Robbiati 11’ Serioli 25’ Mandelli 59’ | Marcatori | 53’ (aut.) Serioli |

| Arbitro: | Marchese (Napoli) |

|                             |           |  |
| Albino 46’ Porfido 49’, 64’ | Marcatori |  |

| Arbitro: | Treossi (Forlì) |

|              |           |  |
| Polidori 16’ | Marcatori |  |

| Sesto San Giovanni 24 novembre 1991 10ª giornata | Pro Sesto        | 0 – 0 | Empoli | Stadio Breda\| Arbitro: \| Casaluci (Lecce) \| |
| Arbitro:                                         | Casaluci (Lecce) |       |        |                                                |

| Arbitro: | Scotton (Bassano del Grappa) |

|                    |           |  |
| Profumo 82’ (rig.) | Marcatori |  |

| Arbitro: | Piantoni (Terni) |

|                                           |           |  |
| Antonaccio 23’ Lo Pinto 77’ Valtolina 87’ | Marcatori |  |

| Arbitro: | Contente (Salerno) |

|                    |           |  |
| Tintisona 20’, 90’ | Marcatori |  |

| Sesto San Giovanni 22 dicembre 1991 14ª giornata | Pro Sesto           | 0 – 0 | SPAL | Stadio Breda\| Arbitro: \| Minotti (Frosinone) \| |
| Arbitro:                                         | Minotti (Frosinone) |       |      |                                                   |

| Massa 29 dicembre 1991 15ª giornata | Massese         | 0 – 0 | Pro Sesto | Stadio degli Oliveti\| Arbitro: \| Pola (Rovereto) \| |
| Arbitro:                            | Pola (Rovereto) |       |           |                                                       |

| Arbitro: | De Santis (Tivoli) |

|  |           |             |
|  | Marcatori | 64’ Bagnoli |

| Arbitro: | Rossi (Rovigo) |

|             |           |  |
| Coppola 89’ | Marcatori |  |

#### Girone di ritorno
| Arbitro: | Braschi (Prato) |

|                                        |           |  |
| Lo Pinto 16’ (rig.) Porfido 90’ (rig.) | Marcatori |  |

| Arbitro: | L. Branzoni (Pavia) |

|               |           |  |
| Mazzucato 16’ | Marcatori |  |

| Arbitro: | Piretti (Ravenna) |

|                  |           |             |
| F. Gasparini 86’ | Marcatori | 33’ Porfido |

| Arbitro: | Bertocci (Genova) |

|            |           |             |
| Albino 41’ | Marcatori | 71’ Tirloni |

| Arbitro: | Bazzi (Modena) |

|  |           |             |
|  | Marcatori | 17’ Cinello |

| Arbitro: | Fonisto (Napoli) |

|  |           |              |
|  | Marcatori | 85’ Mandotti |

| Arbitro: | Rausa (Cosenza) |

|  |           |              |
|  | Marcatori | 67’ Robbiati |

| Arbitro: | Franceschini (Bari) |

|              |           |  |
| Aguzzoli 75’ | Marcatori |  |

| Arbitro: | Santoruvo (Bari) |

|  |           |               |
|  | Marcatori | 25’ U. Marino |

| Arbitro: | Pisacreta (Salerno) |

|              |           |  |
| Gautieri 71’ | Marcatori |  |

| Arbitro: | Bortoli (Schio) |

|                                 |           |  |
| Giaretta 52’ Porfido 90’ (rig.) | Marcatori |  |

| Arbitro: | Racalbuto (Gallarate) |

|  |           |               |
|  | Marcatori | 88’ Valtolina |

| Sesto San Giovanni 3 maggio 1992 30ª giornata | Pro Sesto            | 0 – 0 | Casale | Stadio Breda\| Arbitro: \| Patessio (Pordenone) \| |
| Arbitro:                                      | Patessio (Pordenone) |       |        |                                                    |

| Arbitro: | Giove (Bari) |

|                                                 |           |            |
| Zamuner 16’ Labardi 23’, 84’ Di Nicola 74’, 94’ | Marcatori | 56’ Melosi |

| Arbitro: | Rocchi (Roma) |

|                    |           |  |
| Porfido 33’ (rig.) | Marcatori |  |

| Arbitro: | Capozzi (Vicenza) |

|             |           |                        |
| Faccini 65’ | Marcatori | 16’ Porfido 60’ Albino |

| Sesto San Giovanni 31 maggio 1992 34ª giornata | Pro Sesto         | 0 – 0 | Siena | Stadio Breda\| Arbitro: \| D'Agostini (Roma) \| |
| Arbitro:                                       | D'Agostini (Roma) |       |       |                                                 |

### Spareggio Salvezza
| Arbitro: | Casoli (Reggio Emilia) |

|            |           |  |
| Albino 42’ | Marcatori |  |

### Coppa Italia Serie C

#### Fase a gironi
| 18 agosto 1991 1ª giornata |  | – Turno di riposo Pro Sesto |  |  |

| Concorezzo 21 agosto 1991 2ª giornata | Pro Sesto           | 0 – 0 | Leffe | Stadio San luigi\| Arbitro: \| M. Branzoni (Pavia) \| |
| Arbitro:                              | M. Branzoni (Pavia) |       |       |                                                       |

| Arbitro: | Ambrosio (Como) |

|              |           |  |
| Tedeschi 21’ | Marcatori |  |

| Arbitro: | D. Messina (Bergamo) |

|                               |           |  |
| Porfido 19’, 31’ Mandotti 79’ | Marcatori |  |

| Arbitro: | Pontani (Verona) |

|  |           |                   |
|  | Marcatori | 22’ (rig.) Melosi |